# The Concert
Albums de Creedence Clearwater Revival
Live in Europe
(1973)
The Concert est le deuxième album live, du groupe Creedence Clearwater Revival, sorti en LP vinyle en 1980. Ce concert a été enregistré le 31 janvier 1970 au Oakland Coliseum en Californie, une salle fréquentée par les premiers fans du groupe.
L'album est à l'origine sorti sous le titre erroné The Royal Albert Hall Concert, la pochette faisant état d'un concert enregistré au Royal Albert Hall de Londres en avril 1970. Lorsque cette erreur fut découverte, il fut ré-édité sous le titre The Concert. Le véritable concert au Royal Albert Hall d'avril 1970 est finalement sorti en 2022.

## Liste des morceaux

### Face 1
1. Born on the Bayou - 5:15
2. Green River - 3:00
3. Tombstone Shadow - 4:05
4. Don't Look Now - 2:25
5. Travelin' Band - 2:18
6. Who'll Stop the Rain - 2:31
7. Bad Moon Rising 2:16
8. Proud Mary - 3:33

### Face 2
1. Fortunate Son - 2:24
2. Commotion - 2:36
3. Midnight Special - 3:48
4. Night Time is the Right Time - 3:29
5. Down on the Corner - 2:42
6. Keep on Chooglin' - 9:11